# Cecilio Navarro (escritor)
Cecilio Navarro (f. 1889) fue un escritor y traductor español.

## Biografía
Literato, estuvo al parecer muy versado en el estudio de libros sagrados. Entre sus publicaciones se encontraron títulos como El divino maestro, Los niños de la Biblia, Poemas de la Biblia y diversas biografías. Además de sus obras originales, publicó un gran número de traducciones de escritores célebres y artículos en El Museo Universal, La Academia, La Abeja, Los Niños, La Ilustración Artística y otros periódicos. Tradujo del italiano y el francés. Falleció en Barcelona el 4 de octubre de 1889.